# Гребенщиков Борис Борисович
Бори́с Бори́сович Гребенщико́в (БГ) (рос. Борис Борисович Гребенщиков; нар. 27 листопада 1953, Ленінград) — радянський і російський поет і музикант, культовий виконавець 1980-х-2000-х, лідер групи «Аквариум».

## Молоді роки
Борис Гребенщиков народився 27 листопада 1953 року в Ленінграді. Улітку 1972 року разом з Анатолієм Гуницьким створив гурт «Аквариум». У 1974 році закінчив навчання на факультеті прикладної математики — процесів управління Ленінградського університету ім. Жданова. У 1980 році після виступу на рок-фестивалі в Тбілісі Гребенщиков був звільнений з роботи (молодший науковий співробітник), виключений із комсомолу (до якого вступив в 1967), гурт «Аквариум» був заборонений офіційно. У 1982 році Гребенщиков допоміг Вікторові Цою в записі першого альбому його гурту — «45».

## Громадянська позиція
Під час агресії Росії проти України 2014 року Гребенщиков закликав владу припинити обманювати народ та не намагатися ввійти до історії коштом людських смертей. Також музикант записав нову антивоєнну пісню «Любовь во время войны».

2015 року в ефірі BBC заявив, що народи України і Росії — це один народ і між людьми не може жодних проблем і непорозуміння. Цитата:
Я 25 років їжджу на Україну і жодного разу я не бачив жодного свідчення, що вони інші. Навіть коли вони намагалися говорити українською. Все одно розуміння було повне.[неавторитетне джерело]
У грудні 2015 виступив із вимогою щодо звільнення з російського ув'язнення українських активістів Олега Сєнцова, Олександра Кольченка та Геннадія Афанасьєва, в 2010-х провів ряд виступів «просто неба», зокрема в київському метро та на площі перед полтавським ПАОУТ ім. Гоголя.
У перший день російського вторгнення в Україну 2022 року назвав його справжнім безумством і заявив, що люди, які розв'язали війну, збожеволіли і є ганьбою Росії.

## У кіно
1992 року разом з Сергієм Курьохіним зіграв в абсурдистській музичній кінострічці «Два капітани 2».